# Anton Nino Uršič
Anton Nino Uršič, slovenski pravnik, operni pevec in režiser, * 1. julij 1905, Trst, † 20. september 1964, Maribor.

## Življenje in delo
Urišč se je rodil v družini tržaškega uradnika. Osnovno šolo (1912-1917) in gimnazijo (1917-1925) je obiskoval v Ljubljani. Nato je študiral pravo na ljubljanski PF in 1930 diplomiral, vmes je bil od 1928 zaposlen kot uradnik v zasebnem pletilstvu A. Terček. Leta 1934 se je zaposlil kot upravni jurist pri banski upravi, na tem mestu je ostal do 1944, ko je bil angažiran v ljubljanski Operi kot solist, a 1945 premeščen v Maribor. Tu je deloval kot solist, dramski tenor in režiser, slednje od 1950 dalje (1948/1949 se v režiji usposabljal na Akademiji za igralsko umetnost v Ljubljani. pri prof. B. Gavelli), opravljal tudi tajniške posle in bil 1963 upokojen. Umrl v Mariboru, pokopan pa je v Ljubljani.
Uršič je že v rani mladosti  nastopal v deških zborih (sopran-solo), kot študent pa v Akademskem  pevskem zboru pod vodstvom Franceta Marolta, ki ga je posebej poučeval v solopetju. Nato se je v petju še 4 leta izpopolnjeval pri Adu Darianu. Debitiral je v vlogi Franja (Antona Foersterja, Gorenjski slavček) 1944 v ljubljanski Operi, tu je nastopil še kot: Stevo (Leoš Janáček, Jenufa) 1944; Alfred (G. Verdi, Traviata) 1945; Janko (B. Smetana, Prodana nevesta) 1945; Walter (Richard Wagner, Tannhäuser) 1945. Po prihodu v Maribor pa: Pinkerton (G. Puccini, Madame Butterfly) 1945; Cavaradossi (Tosca) 1947; Manrico (Verdi, Trubadur) 1947; Canio (R. Leoncavallo, Glumači) 1948; največje uspehe (50 ponovitev) je imel z vlogo Mića (Jakova Gotovca, Ero z onega sveta) 1947. Po 1945 je mnogo pel tudi na koncertih in akademijah.
Ker mariborska Opera sprva ni imela svojih režiserjev, je Uršič asistiral režiserjem–gostom, potem pa se sam lotil režije oper: Prodana nevesta (Bedřich Smetana, 1950); Nižava (E. D'Albert, 1951); in Verdijevih: Traviata (1951); Rigoletto (1957); Trubadur (1960); Puccinijevih: Tosca (1952); Gianni Schicci (1956); La Bohème (1959); Manon (Julesa Masseneta, 1957); Lucia di Lammermoor (Gaetano Donizetti, 1959); Cavalleria rusticana, Glumači (Ruggiero Leoncavallo, 1960); Deseti brat (Mirko Polič, 1960).
Uršič je bil tudi publicist, med 1949–1965 je objavil nad 25 člankov v mariborskem Gledališkem listu. Uršič sodi med pevce pionirje, ki so pomagali prvemu direktorju mariborske Opere po osvoboditvi, dirigentu A. Neffatu sestaviti solistični ansambel.